# Liste der Monuments historiques in Congis-sur-Thérouanne
Die Liste der Monuments historiques in Congis-sur-Thérouanne führt die Monuments historiques in der französischen Gemeinde Congis-sur-Thérouanne auf.

## Liste der Bauwerke
| Bezeichnung     | Beschreibung | Standort              | Kennzeichnung | Schutzstatus   | Datum     | Bild           |
| --------------- | ------------ | --------------------- | ------------- | -------------- | --------- | -------------- |
| Schloss Gué     |              | (Lage)                | PA00086899    | Inscrit        | 1949      | weitere Bilder |
| Kirche St-Rémi  |              | Rue du Moutier (Lage) | PA00086900    | Inscrit Classé | 1949 1972 | weitere Bilder |
| Schiffshebewerk |              | (Lage)                | PA00086901    | Inscrit Classé | 1987 1992 | weitere Bilder |

## Liste der Objekte

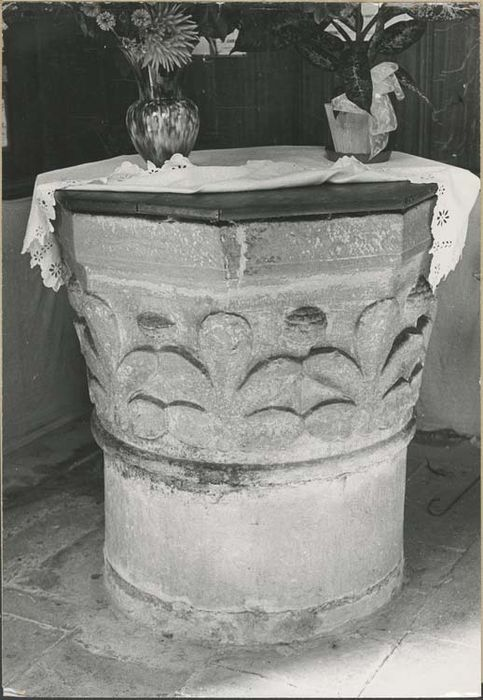
Taufbecken aus dem 16. Jahrhundert in der Kirche St-Rémi

- Monuments historiques (Objekte) in Congis-sur-Thérouanne in der Base Palissy des französischen Kultusministeriums